# Ornithopter (vliegtuig)

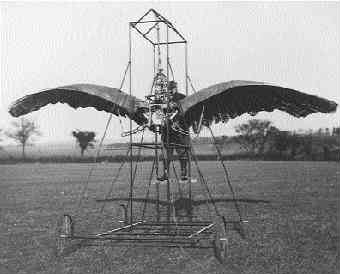
Een ornithopter uit 1902, gebouwd door de Engelsman Edward Frost

Een ornithopter is een vliegtuig dat zelfstandig vliegt door het klapperen van vleugels, in analogie met die van vogels, vleermuizen en insecten.
De naam is samengesteld uit Grieks ὄρνιθος, ornithos (genitief van vogel) en πτερύξ, pterux (vleugel).
Rond 1490 doet Leonardo da Vinci de eerste wetenschappelijke studie naar de vogelvlucht. Hij concludeerde dat de mens te zwaar was om op eigen kracht vleugels te kunnen gebruiken voor het vliegen. Hij stelde een mechanische oplossing voor, de ornithopter, waarin de mens met hefbomen aan handen en voeten grote vleugels in beweging kan zetten.
Op 2 augustus 2010 bestuurde Todd Reichert van de University of Toronto Institute for Aerospace Studies een model dat Snowbird was geheten. Het vliegtuig was gemaakt van carbonfiber en piepschuim. De piloot bestuurde het toestel vanuit een kleine cockpit onder de vleugels en bediende met zijn voeten een hendel die een systeem van draden aanstuurde waardoor de vleugels op en neer konden bewegen. Het toestel werd met een auto als lier gebruikt de lucht in gebracht en kon toen zelfstandig een vlucht van bijna 20 seconden volhouden op eigen kracht. Het vloog 145 meter en de gemiddelde snelheid bedroeg 25,6 kilometer per uur. Hoewel er eerder met behulp van een lier dergelijke vluchten waren ondernomen was dit de eerste maal dat de verbeterde manier van gegevens verzamelen er toe leidde dat ditmaal kon worden vastgesteld dat wanneer het vliegtuig in de lucht was het zelfstandig kon blijven vliegen.